# Люсьєн (Оклахома)
Люсьєн (англ. Lucien) — переписна місцевість (CDP) в США, в окрузі Нобл штату Оклахома. Населення — 66 осіб (2020).

## Географія
Люсьєн розташований за координатами 36°16′29″ пн. ш. 97°27′18″ зх. д. / 36.27472° пн. ш. 97.45500° зх. д. (36.274764, -97.455029).  За даними Бюро перепису населення США в 2010 році переписна місцевість мала площу 1,42 км², уся площа — суходіл.

## Демографія
Згідно з переписом 2010 року, у переписній місцевості мешкало 88 осіб у 41 домогосподарстві у складі 26 родин. Густота населення становила 62 особи/км².  Було 45 помешкань (32/км²).
Расовий склад населення:
| - 95,5 % — білих - 1,1 % — осіб інших рас |

До двох чи більше рас належало 3,4 %. Частка іспаномовних становила 4,5 % від усіх жителів.
За віковим діапазоном населення розподілялося таким чином: 23,9 % — особи молодші 18 років, 46,6 % — особи у віці 18—64 років, 29,5 % — особи у віці 65 років та старші. Медіана віку мешканця становила 41,5 року. На 100 осіб жіночої статі у переписній місцевості припадало 100,0 чоловіків;  на 100 жінок у віці від 18 років та старших — 97,1 чоловіків також старших 18 років.
Медіана доходів становила 52 969 доларів для чоловіків та 27 969 доларів для жінок. 
Цивільне працевлаштоване населення становило 57 осіб. Основні галузі зайнятості: виробництво — 26,3 %, роздрібна торгівля — 15,8 %, освіта, охорона здоров'я та соціальна допомога — 14,0 %.